# 西园区街道
西园区街道，是中华人民共和国黑龙江省绥化市肇东市下辖的一个乡镇级行政单位。

## 行政区划
西园区街道下辖以下地区：
佳和社区、地税社区、审计社区、西园路社区、五连社区、松辽社区、宏盛社区、师范社区和民益路社区。